# Autoroute A12 (Pays-Bas)
Pour les articles homonymes, voir A12.
L'autoroute néerlandaise A12 (en néerlandais Rijksweg 12) est une autoroute des Pays-Bas.
L'A12 relie la ville de La Haye à la frontière allemande, en passant notamment à Gouda, Utrecht et Arnhem. Elle forme l'un des principales axes ouest-est des Pays-Bas. Les routes européennes E25, E30 et E35 l'empruntent.

## Histoire
Le tronçon de l'autoroute A12 entre la ville de La Haye et l'échangeur d'Oudenrijn (près d'Utrecht) a été construit entre 1933 et 1940, ce qui en fait la première autoroute des Pays-Bas. L'A12 fut également la première autoroute au monde à être équipée d'une bande d'arrêt d'urgence. À l'origine, le revêtement de l'autoroute était composé de béton et de pavés.
En 1936, le tronçon Voorburg-Zoetermeer était ouvert à la circulation ; en 1940, l'autoroute était prête jusqu'à Utrecht. Pendant la guerre, le travail fut effectué au ralenti ; à la fin de la guerre, l'autoroute menait jusqu'à Bunnik. Le tronçon entre Bunnik et la frontière allemande fut réalisé en petites étapes entre 1947 et 1963. En 1965, l'A12 fut reliée au réseau allemand, par l'ouverture de l'Autoroute allemande 3 entre Wesel et Emmerik.
Dans une lutte contre les énergies fossiles, 7 000 manifestants ont bloqué l'autoroute le 27 mai 2023, à l'appel d'Extinction Rebellion.

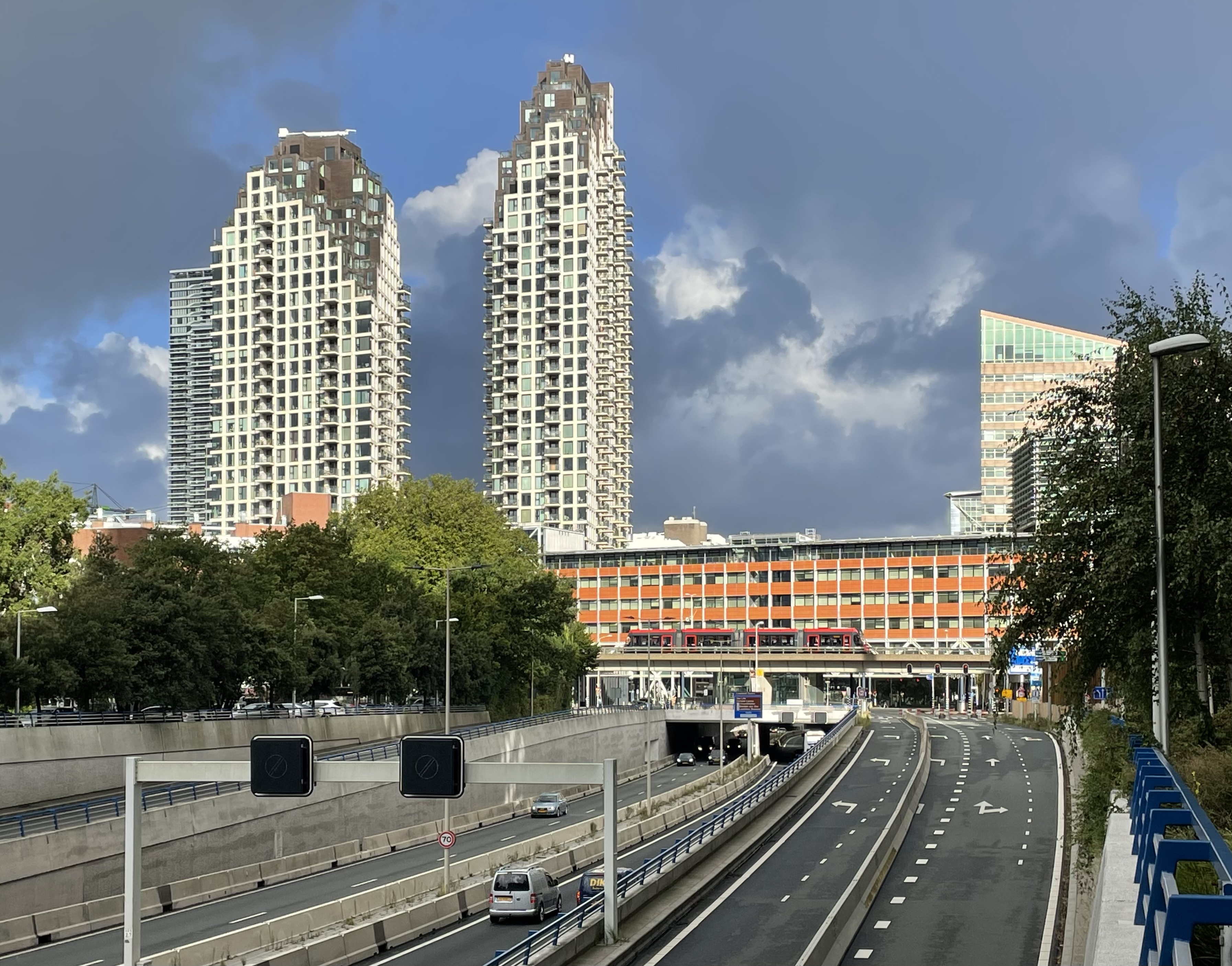
L'A12 à l'entrée de La Haye.

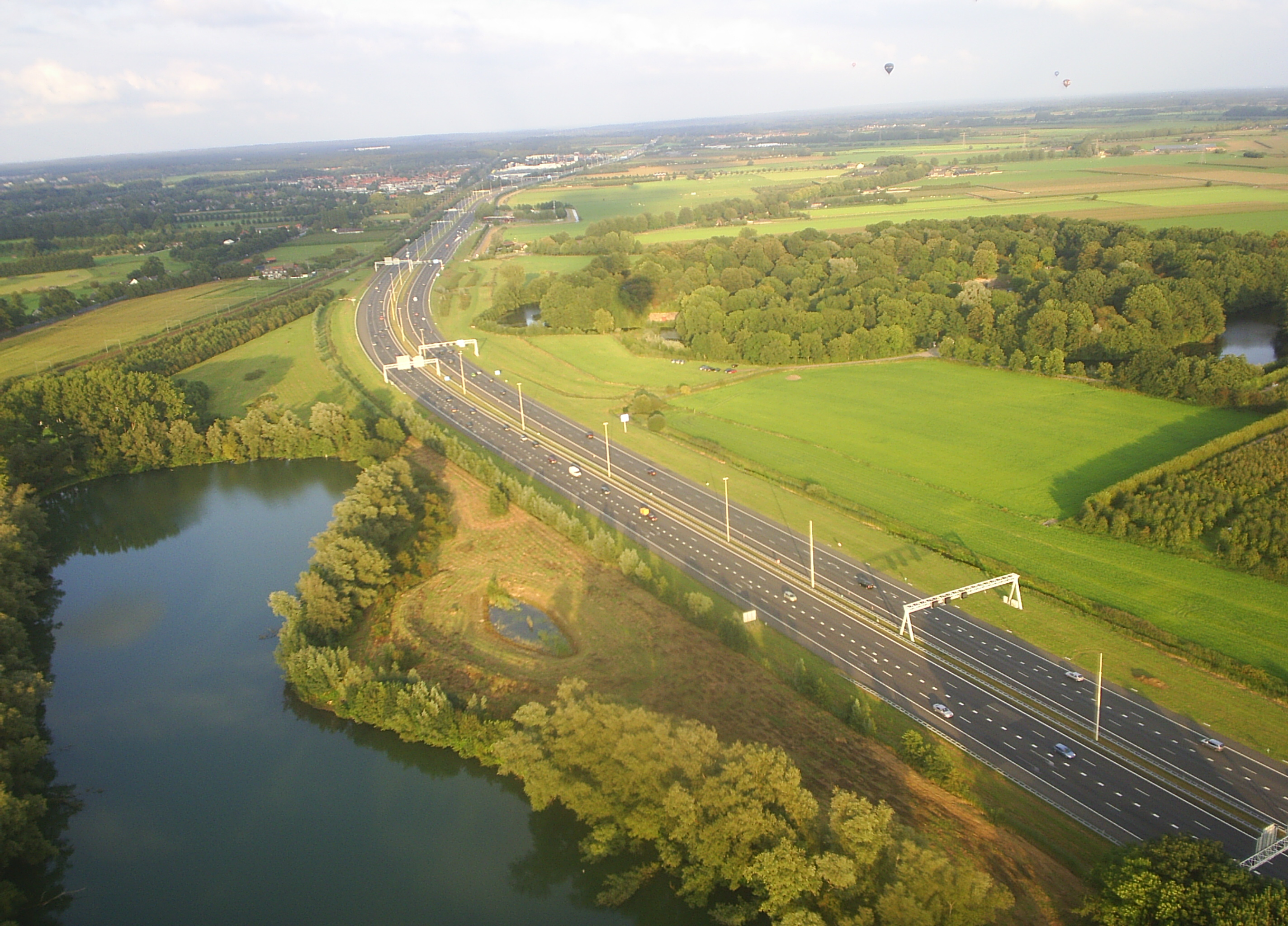
L'A12 près de Bunnik, vue dans la direction d'Arnhem.

## Source
- (nl) Cet article est partiellement ou en totalité issu de l’article de Wikipédia en néerlandais intitulé « Rijksweg 12 » (voir la liste des auteurs).